# The Guest (película de 2017)

## Sinopsis
La película da una idea de cómo una pareja casada disfrutaba de su hermoso matrimonio hasta que una amiga es deportada de Inglaterra. La supuesta amiga llega a vivir con el matrimonio y causa estragos en la relación de pareja al tener una aventura con el esposo.

## Elenco
- Rita Dominic
- Femi Jacobs
- Somkele Iyamah
- Chika Chukwu

## Recepción de la crítica
El sitio web XploreNollywood la calificó con un 4/10 y señaló en su reseña que la película podría haber sido mejor de haber dado más atención y desarrollo a la historia centrándose en las enfermedades mentales o infidelidad, pero no fue concluyente. El crítico lo resumió diciendo que la película es "problemática porque es entretenida, pero al final no hay una lección concreta para volver a casa".